# Härsfjärden
Härsfjärden är en sjö i Valdemarsviks kommun i Småland och ingår i Söderköpingsån-Vindåns kustområde. Sjön har en area på 0,175 kvadratkilometer och ligger 2 meter över havet. Härsfjärden ligger i Åsvikelandet-Kvädö Natura 2000-område.

## Delavrinningsområde
Härsfjärden ingår i det delavrinningsområde (644223-155484) som SMHI kallar för Rinner mot Yttre Valdemarsviken. Medelhöjden är 10 meter över havet och ytan är 5,6 kvadratkilometer. Det finns inga avrinningsområden uppströms utan avrinningsområdet är högsta punkten. Avrinningsområdets utflöde mynnar i havet, utan att ha någon enskild mynningsplats. Avrinningsområdet består mestadels av skog (78 procent) och jordbruk (10 procent). Avrinningsområdet har 0,17 kvadratkilometer vattenytor vilket ger det en sjöprocent på 3,1 procent.